# Lorraine Adams
Lorraine Adams es una novelista y periodista norteamericana ganadora del premio Pulitzer por mejor reportaje de investigación en 1992. Contribuyó como columnista del  New York Times Book Review  y fue colaboradora del  The Washington Post . Como novelista, es conocida por la galardonada secuela Harbor y The Room and the Chair.

## Primeros años
Lorraine Adams obtuvo su licenciatura en la Universidad de Princeton en 1981, graduándose con honores. Posteriormente asistió a la Universidad de Columbia, donde se graduó con una maestría en Inglés y Literatura Americana en 1982.

## Historia profesional
Reportera del The Washington Post, y del The Dallas Morning News.
Regularmente contribuye para el New York Times Book Review, y es miembro del John Simon Guggenheim Memorial Foundation.
Adams y Dan Malone de The Dallas Morning News fueron galardonados con el premio Pulitzer por mejor reportaje de investigación en 1992, presentando informes de los abusos de poder y arbitrariedad de la policía de Texas, incluyendo la violación de derechos.

### Novelas
Después de salir de la industria de la prensa en 2001, Adams volvió su atención a la escritura de ficción. Su novela literaria, "Puerto" publicado en 2004, se basó en sus reportajes para el The Washington Post que rodea la detención de Abdel Ghani Meskini y la investigación de la trama terrorista en el 2000, cuando se vio involucrado en conducir un coche lleno de explosivos desde Canadá a Los Ángeles y detonar ellos en Los Angeles International (LAX). Su primer esfuerzo literario fue aclamado por la crítica en varias publicaciones, incluyendo el New Yorker, The New York Times, el Washington Post, Esquire, The Guardian y el Times de Londres. También ganó el Premio al mejor libro de ficción de Los Angeles Times en el 2004; y fue finalista del Premio del Libro The Guardian en 2006.
Su primera novela fue publicada en el 2004. Harbor relata el conflicto de inmigración entre el norte de África y países árabes. It won accolades including Los Angeles Times Award for First Fiction, Virginia Commonwealth University First Novelist Award, and Entertainment Weekly Best Novel of 2004, and it made the New York Times Best Books of 2004 list.
Su segunda novela, The Room and the Chair, fue publicada en el 2006 y detalla la vida de un piloto estadounidense, periodista de hecho, que relata el conflicto en el Medio Oriente. La edición en lengua alemana esCrash (Zürich: Arche, 2011).
Amy Wilentz en su crítica a la novela The Room and the chair publicada en Los Angeles Times declaró que "Lorena Adams es sin duda una escritora importante. Gracias a su notable y ambicioso relato sobre la guerra. Ya que este thriller psicológico abarca los contornos más amplios de nuestro conocimiento sobre los conflictos bélicos dando a conocer más detalles de la participación de Estados Unidos en el Oriente Medio, así como el soplo psicológico y político, de lo que sucede en una guerra."
Esta novela fue bien recibida por el New York Times, el Chicago Tribune, BookBeast, Bookforum entre otras publicaciones.

## Vida personal
Actualmente Adams, vive Harlem, Nueva York y está casada con el novelista  Richard Price y actualmente trabaja en una nueva pieza de ficción ambientada en el Oriente Medio y Lahore, Pakistán.

## Reconocimientos
- 1992 Premio Pulitzer de Periodismo de Investigación[8]
- 2006 VCU Primer lugar como Novelista[9]
- 2010  Guggenheim Fellowship[10]

## Libros y publicaciones
- "Almost Famous",[11] Washington Monthly, April 2002
- Harbor,[12] Random House, Inc., 2005, ISBN 978-1-4000-7688-8
- The Room and the Chair, Knopf, 2010, ISBN 978-0-307-27241-6
- NYC 22 "Block Party" July 2012 [aclaración requerida]